# Sport Club do Recife
A Sport Club do Recife, röviden Sport, Sport Recife vagy SCR. 1905-ben, Recifében alapított brazil sportegyesület, mely a férfi- és a női labdarúgás mellett több más sport szakosztály (evezés, úszás, jégkorong, kosárlabda, futsal, röplabda, asztalitenisz, taekwondo, judo és atlétika) üzemeltetésében is érdekelt.

## Története
Az egyesület megalapítását a Cambridge-i Egyetem volt hallgatója, Guilherme de Aquino Fonseca kezdeményezte.

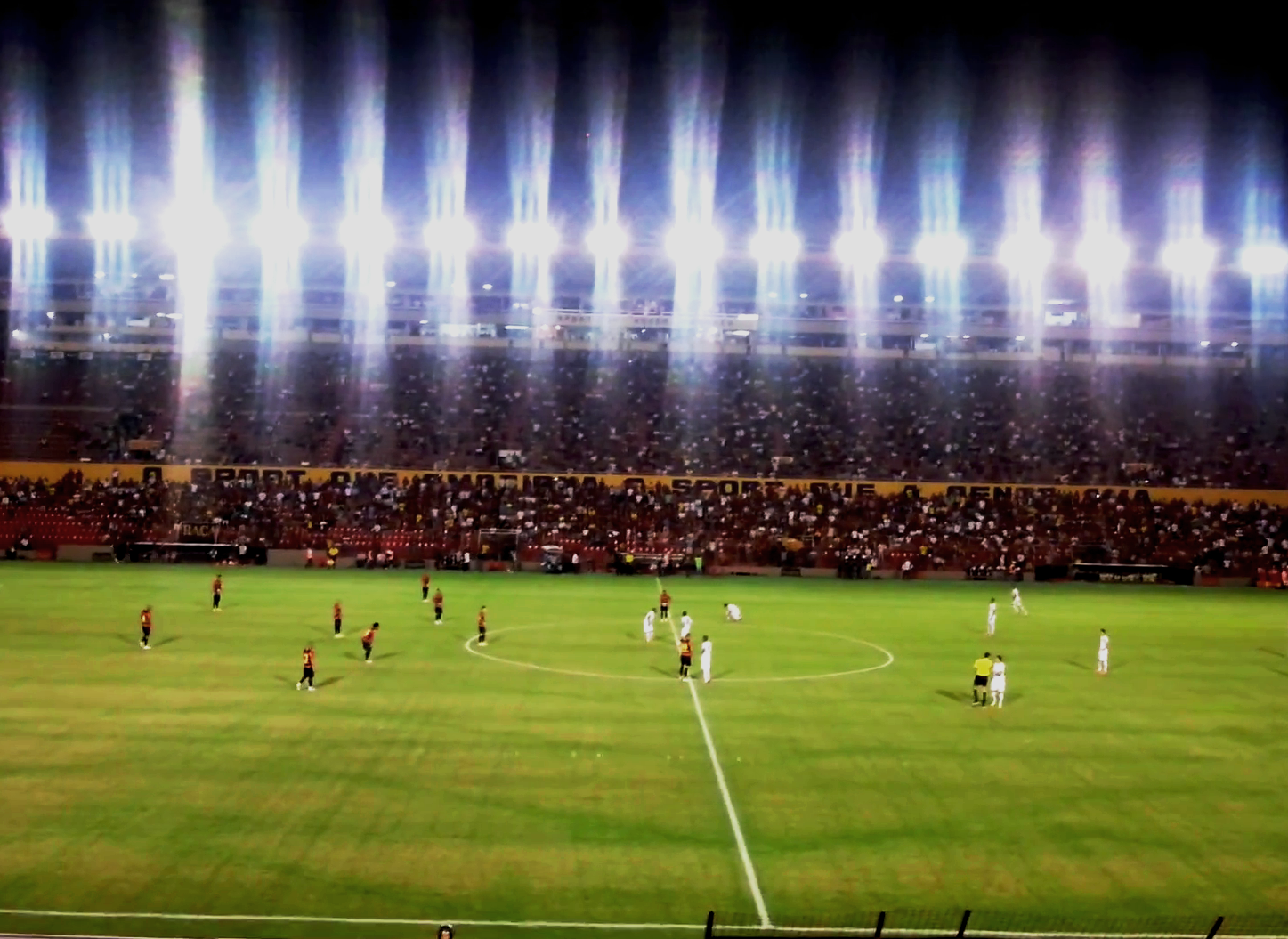
Ilha do Retiro stadion

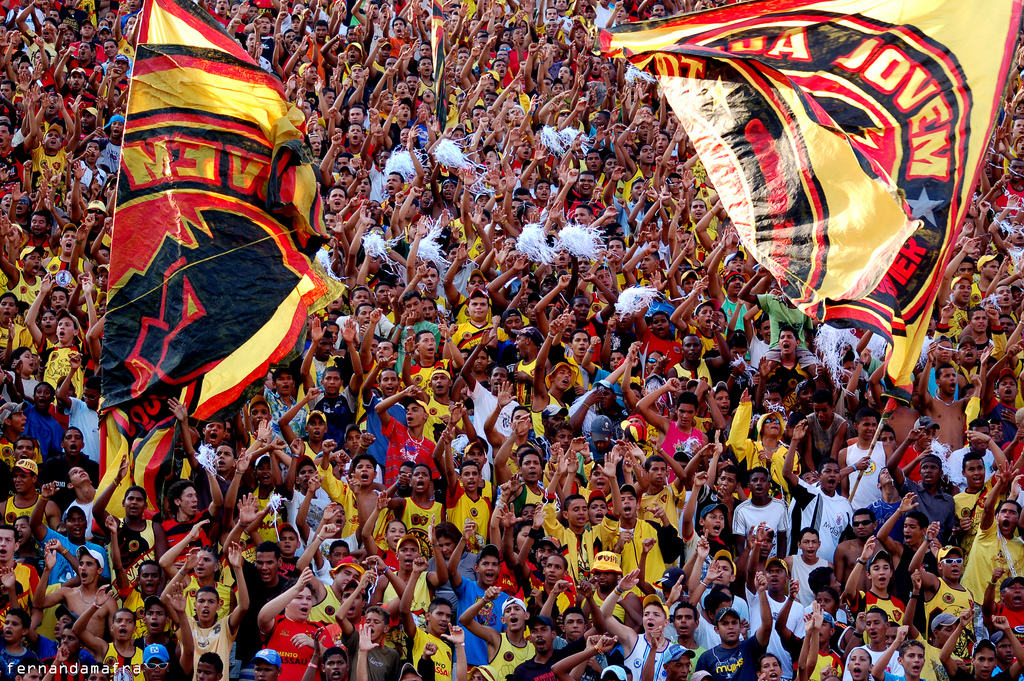
Szurkolók egy csoportja

## Sikerlista

### Hazai
- 1-szeres bajnok: 1987
- 1-szeres kupagyőztes:  2008

### Állami
- 41-szeres Pernambucano bajnok: 1916, 1917, 1920, 1923, 1924, 1925, 1928, 1938, 1941, 1942, 1943, 1948, 1949, 1953, 1955, 1956, 1958, 1961, 1962, 1975, 1977, 1980, 1981, 1982, 1988, 1991, 1992, 1994, 1996, 1997, 1998, 1999, 2000, 2003, 2006, 2007, 2008, 2009, 2010, 2014, 2016
- 3-szoros Pernambucano kupagyőztes:  1998, 2003, 2007

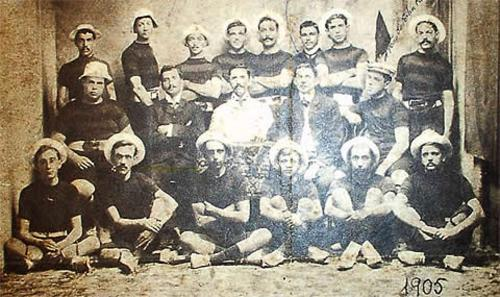
Sport Recife 1905-ből